# Deutsche Sprintmeisterschaften 1999
Die 3. Deutschen Sprintmeisterschaften im Rudern wurden 1999 auf dem Werratalsee in Eschwege ausgetragen und vom Eschweger RV organisiert.
Nach einem Jahr Pause wurden der Zweier ohne Steuerfrau und der Vierer ohne Steuerfrau wieder ausgetragen. Somit wurden in zehn Bootsklassen Medaillen vergeben, davon sechs bei den Männern und vier bei den Frauen. Die Rennen wurden über eine Distanz von 400 Metern ausgetragen.

## Medaillengewinner

### Männer
| Bootsklasse            | Gold | Silber | Bronze |
| ---------------------- | --- | --- | --- |
| Einer                  | Thomas Walkenhorst (Regensburger RV von 1898) | Jörg Schweizer (Ludwigshafener RV von 1878) | Hauke Sattler (Friedrichstädter RG) |
| Doppelzweier           | Gießener RC Hassia Andreas Trzenschiok Jürgen Hüttenberger                                                                                             | RV Bochum von 1920 Andreas Bech Hendrik Schenck | RC Witten Holger Düchting Joachim Borgmann |
| Zweier ohne Steuermann | RV Weser Hameln Matthias Hobein Michael Ruhe | Gießener RC Hassia Steffen Huber Ralf Hollmann | Der Hamburger und Germania RC Michael Liebmann Martin Schmidt |
| Doppelvierer           | IGOR Offenbach Marc Bussian Christian Dommermuth Bernd Wicker Wolf Bussian                                                                             | Stuttgarter RG von 1899 Peter Kanizsa Gunter Schweickhardt Ingo Euler Gerhard Müller                                                                   | RV Rauxel 1922 Kai Sporea Guido Dreyer Sebastian Polus Yorck Polus |
| Vierer mit Steuermann  | Der Hamburger und Germania RC Michael Liebmann Felix Weiß Andreas Pau Martin Schmidt Elena Langer (Stf.)                                               | Osnabrücker RV Mark Stumpe Stefan Schröder Jörg Delbrügge Jens Merhof Maria Salewski (Stf.)                                                            | Gießener RG 1877 Steffen Huber Ralf Hollmann Marc Krömer Paul Dienstbach Stephan Wieber (Stm.)                                                                                    |
| Achter                 | Mannheimer RV Amicitia Mark Steinbach Bernd Schütz Gerhard Stroh Jürgen Ding Thomas Ding Dirk Böckenhoff Marc Lösken Dirk Suhleder Isabell Jung (Stf.) | Stuttgarter RG von 1899 Jens Verwohlt Jochen Meißner Wolfgang Bubacz Burkhard Hahn Max Burger Thomas Palm Martin Hasenpflug Jens Klein Udo Kühn (Stm.) | Rüsselsheimer Ruder-Klub 08 Hartmut Lorenz Johannes Grimm Helger Schader Klaus Dittmann Randolf Reimann Andreas Fischbach Christof Pecheim Konrad Fischbach Thomas Büchler (Stm.) |

### Frauen
| Bootsklasse            | Gold                                                                             | Silber                                                                                 | Bronze                                                       |
| ---------------------- | -------------------------------------------------------------------------------- | -------------------------------------------------------------------------------------- | ------------------------------------------------------------ |
| Einer                  | Ann-Christin Tippenhauer (ARV Hanseat von 1925 Hamburg)                          | Manuela Zander (RV Kurhessen-Cassel)                                                   | Marie Louise Vogel (WSV Offenbach-Bürgel)                    |
| Doppelzweier           | RV Kurhessen-Cassel Manuela Zander Julia Neumann                                 | Ludwigshafener RV von 1878 Anja Hannöver Sandra Schnitzer                              | Gymnasial-RV Hamburg Julia Stamer Johanna Rönfeldt           |
| Zweier ohne Steuerfrau | RC Hansa Dortmund Ingeburg Schwerzmann-Althoff Johanna Prinz                     | Gymnasial-RV Hamburg Julia Stamer Johanna Rönfeldt                                     | RR „Hermann Billung“ Celle Christiane Hälsig Christine Peest |
| Vierer ohne Steuerfrau | Ludwigshafener RV von 1878 Beate Brühe Annabelle Bierl Birgit Groß Anja Hannöver | Bessel-RC Minden Mareike Wolschendorf Tanja Brune Tanja Wolschendorf Andrea Pletikosic | Keine weiteren Boote am Start.                               |